# Come fu che l'ingordigia rovinò il Natale a Cretinetti
Come fu che l'ingordigia rovinò il Natale a Cretinetti (anche noto come Come fu che l'ingordigia rovinò il Natale di Cretinetti) è un cortometraggio muto del 1910 diretto da André Deed, della serie comica di Cretinetti.

## Trama
Il film inizia con i genitori di Cretinetti che mettono il figlio a letto la vigilia di Natale, ma il ragazzino è troppo eccitato per dormire, e alzatosi dal letto va in soggiorno, dove inizia a mangiare i dolciumi appesi all'albero di Natale.
Dopo averli mangiati tutti, Cretinetti cade addormentato sul pavimento e inizia una serie di incubi. Nella stanza si materializza Babbo Natale che prende Cretinetti e lo porta in paradiso, dove il bambino incontra alcuni angeli e personaggi del calibro di San Pietro e San Giovanni Battista.
Babbo Natale per punire Cretinetti della sua ingordigia lo mette in ginocchio per terra, ma il ragazzino riesce comunque a rubare e mangiare un dolce, per poi scappare e mettere a soqquadro il paradiso, facendo crollare colonne e rovesciando i tavoli. Interviene Dio, che con un cenno della mano evoca Satana (interpretato da Emilio Ghione), il quale accetta di farla pagare a Cretinetti.
I diavoletti al servizio di Satana inseguono il piccolo per cielo e terra fino a farlo cadere in un calderone all'inferno, dove Cretinetti bolle mentre dei demonietti gli danzano attorno.
In seguito, Cretinetti viene svegliato dai genitori che, arrabbiati, gli fanno prendere una purga. Il film termina con un piano medio di Cretinetti a letto che con un'espressione lamentosa regge un grosso vaso con la scritta purgatif. In seguito però Cretinetti sorride al pubblico e gira il vaso rivelando la scritta Souhaites de Bon Noël de Gribouille (Auguri di buon Natale da Cretinetti).

## Produzione
Il film fu prodotto dalla Itala Film di Torino. Nel ruolo di Satana appare l'italiano Emilio Ghione (in uno dei suoi pochi ruoli comici), che in seguito diventerà noto per il personaggio di Za la Mort.